# 子午線弧

緯度角に対応する弧が子午線弧。

子午線弧（しごせんこ、Meridian arc）とは、測地学において地球表面または地球楕円体に沿った子午線（経線）の弧を指す。子午線は楕円弧で南北方向に延びる測地線となる。
天文学において、2地点の天文緯度測定と子午線弧の長さとを結合することで地球の円周・半径を決定した。その始まりは、紀元前3世紀のエジプトのエラトステネスで、地球が球体であることを定量的に示した。
緯度差1分に相当する子午線弧長は、海里の定義にも参考にされた。

## エラトステネスによる子午線弧長の推定
アレクサンドリアの科学者エラトステネスによる測定は、地球の大円周長を計算した最初であった。彼は、夏至の正午において、太陽が古代エジプトの都市シエネ（現在のアスワン）で天頂を通過するということを知っていた。一方で、彼は自身の測定結果から、彼の居住地であるアレクサンドリアで、同時刻の太陽天頂距離が天球大円周長の1/50であるということも日時計が作る角度(7.2°)によって既知としており、天球と地球は同心であることから、アレクサンドリアがシエネの真北にあるならばアレクサンドリア-シエネ間の距離は地球の大円周長の1/50でなければならないと結論づけた。隊商の往来日数のデータを使って、彼はアレクサンドリア-シエネ間の距離を5,000スタディアであると推定した。
この結果は250,000スタディアの地球周長を意味し、単位スタディオンをアッティカスタディオン (185 m) と仮定すると、これは46,250 kmに相当し、現在の値から約16%大きい。しかし、エラトステネスがエジプトスタディオン (157.5 m) を使ったとすれば、彼の測定値は 39,375 km（わずか1%程度の誤差）であることが分かる。いずれにしても、幾何設定と古代の状況を斟酌すれば、16%の誤差は称賛に値するものである。
シエネは、正確にアレクサンドリアの真南にはなく、太陽の軌道は想定よりも0.5°傾いていた。また、ナイル川に沿って、または、砂漠を行旅することからの陸路の距離はおよそ10%程度の誤差があったとされる。
エラトステネスによる地球形状の見積もりは、その後何百年もの間受け入れられた。およそ150年後にポセイドニオスが同様の方法によりアレクサンドリア-ロドス島間の緯度差を測定するとともに、子午線弧長を船の速度と航海の期間から仮想的に割り出し、地球周長の算出を試みた。
これら古代の計測は、以下のような限界があった。まず、いずれもたった二つの地点の緯度差と距離のみを用いている。さらに、計測者が実際に計測したのは、自らの拠点とする地点の緯度のみで、もう一つの地点の緯度や距離は、先人の計測や伝聞に依存している。また、二つの地点の選択は、観測拠点や伝聞情報の有無で決まったのであって、計画的に選択したのではない。

## 中世から近世にかけての子午線弧の測量
中世に入ると、国家が関与した大規模な計測事業が行われる。古代の試みと異なり、当初から計画的に同一の子午線上に沿って計測を進め、緯度も距離も改めて実測している。
まず、8世紀の中国において、北極や太陽の高度と距離の関係を確かめる計測が行われた。中国は地球球体説をとっていないが、得られた数値から北極の高度と距離の間の比例関係を認めている。この事業は玄宗より新暦編纂の勅命を受けた僧一行と南宮説によってなされた。彼らは、黄河南岸の南北に連なる、北極の高度が0.5中国度異なる4つの地点を選び出し、太陽の高度と相互の距離を実測した。また、鉄勒から交州にかけて10数か所の地点を選び、北極と太陽の高度を実測し、地図と突き合わせて検証に用いた。その結果、北極の高度の1中国度（≒0.9856度）の変化は351里80歩にあたると算出した。これは、緯度1度当たり154 - 158 km程度で、誤差は40パーセント前後である。
9世紀前期には、アッバース朝第7代カリフであるアル＝マアムーンの命により、アル＝フワーリズミーがシンジャール平原において実施した、角度測量によって多少良い結果が算出された。
ヨーロッパでは、それまで子午線弧長測量が行われた記録が残っておらず、14世紀にジョン・マンデヴィルが編纂したとされる"The Travels of Sir John Mandeville" （大場正史訳「東方旅行記」, 東洋文庫第19巻, 平凡社, 1964, ISBN 9784582800197）において地球が球形であることが言及されている程度であったが、16世紀になって、もともと医師、生理学者であり、天文学、数学にも関心を持ったジャン・フェルネルが、経度がほぼ等しいパリ-アミアン間の緯度差を1度とみなした上で、荷車の車軸の回転数からその子午線弧長を決定したことを、著書"Ioannis Fernelii Ambianatis Cosmotheoria, libros duos complexa" (1528)に書き記している。
1615年には三角測量によるものとしては最初の子午線弧長測量がヴィレブロルト・スネルにより行われたが、測量結果には数パーセントの誤差があった。その約半世紀後の1669年にジャン・ピカールが本格的な三角測量を行い、緯度差1度に相当する子午線弧長を0.3%程度の精度で測定した。しかしながら、この頃辺りまでは地球の形状はあくまでも真球であるという前提の下に議論が行われていた。

## フランス科学アカデミー遠征隊のペルーとラップランドへの派遣
ピカールによる測量以降、測量精度が向上するにつれて、地球の正確な形状についての問題が顕在化し、地球は正確には真球より回転楕円体と考えるべきとの意見が多くなったが、長球なのか扁球なのかについて議論が分かれていた。ジャック・カッシーニは、1713年に自らが行ったダンケルク-ペルピニャン間の測量結果を『地球の大きさと形状』（De la grandeur et de la figure de la terre、1720年）に取りまとめ、この結果とルネ・デカルトの渦動説から、地球が南北に長い長球であることを提唱した。一方では、振り子時計をパリから赤道付近へ持ってゆくと遅くなるというジャン・リシェによる報告からの推測により、アイザック・ニュートンが発表した万有引力の理論から赤道方向に長い扁球であると主張する学者も多数いた。
これを受け、18世紀半ば（1735年 - 1740年）には、フランス科学アカデミーが、地球楕円体の形状の論争に決着をつけるために赤道近傍と北極近傍の子午線弧長を比較した。この測量事業は、ピエール・ブーゲ、ルイ・ゴダン、シャルル＝マリー・ド・ラ・コンダミーヌ、ピエール・ルイ・モーペルテュイ及びアントニオ・デ・ウジョーアらによってペルー（現在のエクアドル）とラップランド（トルネ谷）で実行された。
測量結果は2地域の同緯度差での子午線弧長に対する有意差を示し、極付近の弧長が赤道付近の弧長よりも大きいというものであった。これは赤道付近のほうが極付近よりも曲率が大きいことを示唆しており、1687年にニュートンが彼の著書『自然哲学の数学的諸原理』の第3巻において提唱したとおり、地球の数学的形状は扁球として解釈できることが確認された。カッシーニが得た測量結果が不正確であったことは、彼の弟子ともいうべきニコラ・ルイ・ド・ラカーユが1739年から2年を費やして再測量を行うことにより確認された。
18世紀後半にかけて、フランス科学アカデミーによってダンケルク-バルセロナ間の子午線弧長の測量が行われ、メートルの定義のために使われた。

## 伊能忠敬による子午線弧の測量
日本では伊能忠敬が第二次測量（1801年）の結果から緯度1度に相当する子午線弧長を28.2里と導き出している。

## 子午線弧長の計算
地球楕円体に基づく子午線弧長の計算は地図投影法、特に横メルカトル図法（ガウス・クリューゲル図法）において重要な役割を果たす。またその面上の二点間測地線距離（最短距離）を求める問題もこれに帰着される。
赤道から地理緯度 {\displaystyle \varphi } までの子午線弧長 {\displaystyle S(\varphi )} は、楕円積分が含まれているため、初等関数では表すことができないが、{\displaystyle \varphi } の一次単項式と {\displaystyle \varphi } の偶数倍を位相とする正弦高調波の無限級数の一般式で書き表すことができる。またこれを指定した次数で打ち切れば有限級数の形で近似計算に用いることができる。

### 第三離心率を用いた一般式
オイラーは1755年に第三離心率 {\displaystyle e^{\prime \prime }\,} の二乗を微小量として用いて無限級数の一般式を得た。

### 第一離心率を用いた表式
地球楕円体の長半径を {\displaystyle a}、第一離心率を {\displaystyle e}として、子午線曲率半径は {\displaystyle M_{\varphi }={\frac {a(1-e^{2})}{(1-e^{2}\sin ^{2}\varphi )^{3/2}}}} となる。赤道から地理緯度 {\displaystyle \varphi \,} までの子午線弧長 {\displaystyle S(\varphi )} は以下のように {\displaystyle M_{\varphi }} の部分積分で与えられる。
{\displaystyle S(\varphi )=\int _{0}^{\varphi }M_{\theta }\mathrm {d} \theta =a(1-e^{2})\Pi (e^{2};\varphi ,e)}
歴史的に広く用いられてきた {\displaystyle S(\varphi )} の無限級数一般式は、ジャン＝バティスト・ジョゼフ・ドランブルが1799年に公表し、共通係数として率直に {\displaystyle a(1-e^{2})}を括り出し、{\displaystyle e^{2}} を微小量として級数展開したものである。
{\displaystyle {\begin{aligned}S\left(\varphi \right)&=a\left(1-e^{2}\right)\left(D_{0}\varphi +D_{2}\sin 2\varphi +D_{4}\sin 4\varphi +D_{6}\sin 6\varphi +D_{8}\sin 8\varphi +\cdots \right),\\D_{0}&=1+{\tfrac {3}{4}}e^{2}+{\tfrac {45}{64}}e^{4}+{\tfrac {175}{256}}e^{6}+{\tfrac {11025}{16384}}e^{8}+\cdots ,\\D_{2}&=-{\tfrac {3}{8}}e^{2}\left(1+{\tfrac {5}{4}}e^{2}+{\tfrac {175}{128}}e^{4}+{\tfrac {735}{512}}e^{6}+\cdots \right),\\D_{4}&={\tfrac {15}{256}}e^{4}\left(1+{\tfrac {7}{4}}e^{2}+{\tfrac {147}{64}}e^{4}+\cdots \right),\\D_{6}&=-{\tfrac {35}{3072}}e^{6}\left(1+{\tfrac {9}{4}}e^{2}+\cdots \right),\\D_{8}&={\tfrac {315}{131072}}e^{8}\left(1+\cdots \right).\end{aligned}}}
しかしながら、これはヘルメルトの式などに比べると、係数 {\displaystyle D} の {\displaystyle (\ )} 内に {\displaystyle e^{2},\ e^{6},\ \cdots } の項が現れ、多くの項数を必要とする。また共通係数として {\displaystyle (1-e^{2})} を括り出していることが原因で、{\displaystyle \left(\cdots \right)} 内で {\displaystyle e^{2}} の冪乗の級数の収束性が劣る。

### 第三扁平率を用いた表式

#### 更成緯度で表した表式
フリードリヒ・ヴィルヘルム・ベッセルは1825年に更成緯度 {\displaystyle \beta =\tan ^{-1}\left({\sqrt {1-e^{2}}}\tan \varphi \right)} で表した子午線弧長 {\displaystyle S(\beta )} に対して、第三扁平率 {\displaystyle n={\frac {1-{\sqrt {1-e^{2}}}}{1+{\sqrt {1-e^{2}}}}}} を用い、共通係数として {\displaystyle {\frac {a}{1+n}}} を括り出し微小量として {\displaystyle n} を用いて二項定理を利用しフーリエ級数展開を行った一般式を得た
。その級数係数は {\displaystyle n} の偶数もしくは奇数冪乗の冪級数となる。
{\displaystyle {\begin{aligned}S(\beta )&={\frac {a}{1+n}}\int _{0}^{\beta }{\sqrt {1-2n\cos 2\beta +n^{2}}}\,d\beta \\&={\frac {a}{1+n}}\left(c_{0}\beta +\sum _{l=1}^{\infty }(-1)^{l}{\frac {c_{l}}{l}}\sin 2l\beta \right).\\c_{l}&=\sum _{k=0}^{\infty }a_{k}\,a_{k+l}.\\a_{k}&={\binom {1/2}{k}}n^{k}=(-1)^{k+1}{\frac {\left(2k-3\right)!!}{\left(2k\right)!!}}n^{k}.\end{aligned}}}
ここで、{\displaystyle j!!} は {\displaystyle j} の二重階乗を表す。ただしこの式は子午線弧長の計算には広くは用いられなかった。なお一般式ではないがベッセルは、求長緯度 {\displaystyle \mu ={\frac {\pi }{2}}\,{\frac {S}{S\!\left(\pi /2\right)}}} で {\displaystyle \beta } を表す逆関数に当たる級数展開も示している。

#### 地理緯度で表した表式
ここで楕円積分の関係式及び {\displaystyle n} の符号反転を考えると、地理緯度 {\displaystyle \varphi } で {\displaystyle S} を表した一般式が得られる。これらの級数の収束性は他に知られている計算式よりも優れている（級数展開に {\displaystyle n} の奇数次項が現れないなど）。
{\displaystyle {\begin{aligned}S(\varphi )&={\frac {a}{1+n}}\int _{0}^{\varphi }{\frac {\left(1-n^{2}\right)^{2}}{\left(1+2n\cos 2\varphi +n^{2}\right)^{\frac {3}{2}}}}\,d\varphi \\&={\frac {a}{1+n}}\left(\int _{0}^{\varphi }{\sqrt {1+2n\cos 2\varphi +n^{2}}}\,d\varphi -{\frac {2n\sin 2\varphi }{\sqrt {1+2n\cos 2\varphi +n^{2}}}}\right)\\&={\frac {a}{1+n}}\left(c_{0}\varphi +\sum _{l=1}^{\infty }{\frac {c_{l}}{l}}\sin 2l\varphi -{\frac {2n\sin 2\varphi }{\sqrt {1+2n\cos 2\varphi +n^{2}}}}\right)\end{aligned}}}
これらの無限級数は、含まれる {\displaystyle n} の次数を {\displaystyle l_{\max }} で打ち切れば有限級数となる。すなわち、{\displaystyle c_{l}} を下記のように近似することになる。
{\displaystyle c_{l,\,{\textrm {approx}}}={\begin{cases}\sum _{k=0}^{\lfloor (l_{\max }-l)/2\rfloor }a_{k}\,a_{k+l}&(l\leq l_{\max })\\0&(l>l_{\max })\end{cases}}}
ただし、{\displaystyle \lfloor x\rfloor } は床関数（{\displaystyle x} を超えない最大の整数）を表すものとする。

##### ヘルメルト・ベッセルの式
ベッセルはまた1837年に上記の {\displaystyle S(\varphi )} に対しても同じく二項定理の手法で級数展開一般式を得た。括り出された共通係数は {\displaystyle a(1-n)^{2}(1+n)} だった。
さらに、1880年にフリードリヒ・ロベルト・ヘルメルトが、括り出す共通係数を前節と同じ {\displaystyle {\frac {a}{1+n}}} へ変更し、{\displaystyle n^{4}} で打切った近似式を提示した。
{\displaystyle {\begin{aligned}S(\varphi )\approx &\;{\frac {a}{1+n}}\left\{\left(1+{\frac {n^{2}}{4}}+{\frac {n^{4}}{64}}\right)\varphi -{\frac {3}{2}}n\left(1-{\frac {n^{2}}{8}}\right)\sin 2\varphi \right.\\&\ \left.+{\frac {15}{16}}n^{2}\left(1-{\frac {n^{2}}{4}}\right)\sin 4\varphi -{\frac {35}{48}}n^{3}\sin 6\varphi +{\frac {315}{512}}n^{4}\sin 8\varphi \right\}\\\end{aligned}}}
これは一般式にするならば下記となる。
{\displaystyle {\begin{aligned}S(\varphi )&={\frac {a}{1+n}}\left(c_{0}\varphi +\sum _{l=1}^{\infty }\left(1-4l^{2}\right){\frac {c_{l}}{l}}\sin 2l\varphi \right).\end{aligned}}}
しかしながら前節の一般式と比べるならば {\displaystyle {\frac {-2n\sin 2\varphi }{\sqrt {1+2n\cos 2\varphi +n^{2}}}}} の項も級数展開したことは収束性を悪くしており、乗数の中には {\displaystyle -4l^{2}} が加わっている。
加えて、ヘルメルトによる導出過程は一般論としては不備があり、一般式の導出・証明には至らないものだった。しかしヘルメルトの式は簡潔で精度も良いため近似式としては普及した。

##### 河瀬の式
一般式としてのヘルメルトの式の証明自体については長年放置されていたが、

最終的に2009年に国土地理院の河瀬和重により証明が行われた。
その際に用いられた一般式は、二項定理を経由するものではなく、ゲーゲンバウアー多項式による級数展開を利用し一種類の無限和に集約された形であった。
{\displaystyle {\begin{aligned}S(\varphi )&={\frac {a}{1+n}}\sum _{j=0}^{\infty }\left(\prod _{k=1}^{j}\varepsilon _{k}\right)^{2}\left\{\varphi +\sum _{l=1}^{2j}\left({\frac {1}{l}}-4l\right)\sin 2l\varphi \prod _{m=1}^{l}\varepsilon _{j+(-1)^{m}\lfloor m/2\rfloor }^{(-1)^{m}}\right\}\\\end{aligned}}}
ここで、{\displaystyle \varepsilon _{i}={\frac {3n}{2i}}-n} である。上式で {\displaystyle j=2} まで取れば、ヘルメルトの提示した近似式が得られる。級数を {\displaystyle j=J} で打ち切れば、{\displaystyle n} について {\displaystyle 2J} 次までで打ち切った近似式が得られることになる。